# Wira Karya
Wira Karya is een bestuurslaag in het regentschap Lubuklinggau van de provincie Zuid-Sumatra, Indonesië. Wira Karya telt 3176 inwoners (volkstelling 2010).